# Capilla de la Santa Cruz de la Calle Malva
La capilla de la Santa Cruz de la Calle Malva (capilla más grande de la localidad) fue construida por el arquitecto Francisco J. Ramón Girón en 1992 y está situada en pleno casco urbano de Lucena del Puerto, en la calle del mismo nombre. 

## Características
Es de estilo regionalista, posee un pequeño patio decorado con macetas de geranios que alegran y resaltan en las paredes pintadas de cal. 
La fachada, también de cal está decorada con azulejos de estilo sevillano, con dibujos e imágenes de los arcángeles (San Miguel y San Gabriel), además del Pan y el Vino y de la custodia sostenida por ángeles; todo a su vez ornamentado con la flor de Malva y en dicho color. 
La entrada tras el patio, posee unas puertas de madera tallada con relieves relacionados con Jesucristo, su pasión y su madre, la Virgen María; justamente arriba de las puertas, se encuentra una vidriera que representa la Sagrada Resurrección de Nuestro Señor; un poco más arriba, se encuentra un balcón de forja, del mismo estilo que las rejas del exterior, que es decorado con paños bordados en oro. 
En su interior alberga la Cruz de la Calle Malva durante todo el año, hasta que en el mes de mayo sale en procesión durante la Fiesta de las Cruces, junto con las otras tres cruces del pueblo, siendo esta Cruz, la que levanta mayor devoción en todo el pueblo. 
La Cruz de la Calle Malva, es una obra de la orfebrería andaluza. La Cruz, es obra de los Talleres sevillanos de Manuel Seco Velasco, en 1956. El Madero, es de orfebrería cincelada, bañada en plata y oro, con incrustaciones de piedras preciosas; el interior es de carey auténtico. En la cara delantera, porta una custodia y el tradicional INRI; mientras que en la trasera, porta un Sagrado Corazón de Jesús, sobre una nube. Alrededor de la Cruz, se encuentran cuatro resplandores. Como exorno, porta un sudario bordado en oro y sedas, sobre malla de oro, por los Talleres de Rafael Infante, con gran cantidad de puntos; el sudario es portado por tres ángeles policromados, que se unen a la Cruz. El paso, es de orfebrería cincelada y carey, que es portado con banzos por el exterior. Las andas procesionales son exornadas con flores naturales con mucho colorido. 
Los colores característicos de la Cruz, son el blanco y el rosa, colores que se llevan por bandera durante todo el año. Las calles del pueblo se decoran con paños con colores e imágenes de las respectivas Cruces. 

## Celebraciones
Cada 3 de mayo, día de la Invención de la Santa Cruz, se abren las Capillas de las Cruces. El fin de semana anterior a Pentecostés, se celebra la festividad de las Cruces; el miércoles de esa semana, las Cruces se trasladan desde sus Capillas a la iglesia, para el sábado, tras la función principal, recorrer las calles del pueblo, visitando las Capillas de las Cruces (haciendo las tradicionales caídas), el domingo regresa a su Capilla, la Cruz de la Calle Malva. 
Algo tradicional, es la petalada y el espectáculo pirotécnico, que se le ofrece a la Cruz. Otros cultos para destacar, son la Novena dedicada a la Cruz de la Calle Malva y la tradicional ofrenda de flores al monumento de la Cruz (siendo la única Cruz en el pueblo, en obtener dicho reconocimiento) el 14 de septiembre, día de la Exaltación de la Santa Cruz. 
La Cruz posee un himno propio, compuesto por un devoto y un componente de la Banda de Música del Maestro Tejera de Sevilla.
- Datos: Q47766369